# Yves Camdeborde
Yves Camdeborde nació el 7 de diciembre de 1964 en Pau, Francia. Es un Chef cocinero francés que inició la corriente de la cocina bistronomía.

## Biografía
Yves abandonó su colegio cuando tenía 14 años para convertirse en aprendiz de cocina. Después de su certificado profesional, continuó su aprendizaje en los mejores restaurantes: Ritz, La Marée, La Tour d'Argent y Hôtel de Crillon.
Fue estudiante de numerosos celebros Chefs franceses, como Christian Constant.
Yves Camdeborde lanzó un nuevo género de restaurante en 1992 cuando compró La Régalade, un restaurante del XIV distrito de París y empezó a servir cocina de alta gama a un precio incomparable en todo París. Ha inspirado numerosos cocineros y los periodistas le atribuyen la paternidad de la corriente de la cocina bistronomía, es decir un restaurante con una decoración y un servicio básico que sirve cocina de alta gama a un precio asequible.
Luego, en 2005, Yves compró un hotel del siglo XVII, Le Relais Saint-Germain y creó le Comptoir du Relais Saint-Germain, un pequeño restaurante que es la punta de lanza de su filosofía culinaria.
En 2010, Yves Camdeborde integró el jurado del programa de competencia de cocina MasterChef para las cuatro primeras temporadas.

## Publicaciones
- "Les bécasses rôties, poêlée de cèpes à l'ail", éd. Gerard Guy, coll. « La cuisine des poètes », 2003
- "125 recettes de la Régalade", éd. Robert Laffont, coll. « Table ouverte », 2003 ISBN 2221101030
- "Qu'est-ce qu'on mange ce soir ? : 130 menus faciles et rapides à préparer à l'avance" con Thierry Faucher, Thierry Breton y Rodolphe Paquin, éd. Robert Laffont, 2003 ISBN 283070732X
- "Restez à table : Avec vos amis !" con Sylvia Gabet, Thierry Faucher y Thierry Breton, éd. Robert Laffont, 2004 ISBN 283070777X
- "La Bible des Gourmets : Plus de 3000 adresses où trouver les meilleurs produits" con Dominique Lacout, éd. Belles Lettres, 2005 ISBN 2251790365
- "Room service" con Sébastien Lapaque, éd. Actes Sud, 2006 ISBN 2742760253
- "Des Tripes et des Lettres" con Sébastien Lapaque, Éditions de l'Épure, 2007 ISBN 2352550327
- "Simplement Bistrot : Des recettes pour tous les jours", éd. Robert Laffont, 2008 ISBN 2749909260
- "Dimanche en famille", éd. Menu Fretin, 2009 ISBN 9782917008102
- "Sur le zinc", con Yves Duronsoy (photographies), éd. Michel Lafon, 2012 ISBN 9782749916903
- "Frères de terroir" (novela gráfica), argumento de Yves Camdeborde y dibujos de Jacques Ferrandez, éd. Rue de Sèvres
  - tomo 1 (2014) : Hiver, printemps ISBN 9782369810650
  - tomo 2 (2015) : Eté, automne ISBN 9782369811367